# Nędzne psy
Nędzne psy (ang. Straw Dogs) – amerykańsko-brytyjski dreszczowiec z 1971 roku w reżyserii Sama Peckinpaha na podst. brytyjskiej powieści The Siege of Trencher’s Farm (1969) Gordona Williamsa.

## Fabuła
Po uzyskaniu grantu badawczego na badanie struktur gwiazdowych amerykański matematyk stosowany David Sumner przeprowadza się ze swoją brytyjską żoną Amy do jej rodzinnej wioski Wakely w Kornwalii. Ich dom to znajdująca się na odludnych wrzosowiskach farma Trencherów, która należała do ojca Amy. Do wyremontowania ich garażu zostaje zatrudniony Charlie Venner, były chłopak Amy, i jego przyjaciel Phil Riddaway, by pomogli ociągającym się z remontem byłemu skazańcowi Normanowi Scuttowi i szczurołapowi Chrisowi Cawseyowi. David poznaje wujka Vennera – agresywnego pijaka Toma Heddena, jego nastoletnie dzieci Janice i Bobby’ego oraz znienawidzonego przez całe Wakely opóźnionego w rozwoju Henry’ego Nilesa.
Wkrótce w małżeństwie Sumnerów dochodzi do kryzysu. David zarzuca Amy, że nosi się prowokacyjnie i nie powinna się dziwić lubieżnym spojrzeniom robotników. Z kolei Amy zarzuca mężowi, że uciekł ze Stanów Zjednoczonych z powodu tchórzostwa. David coraz bardziej oddaje się pracy, ignorując zarówno niechęć miejscowych, jak i niezadowolenie Amy. David stara się o akceptację bardziej wykształconych mieszkańców, wielebnego Barneya Hooda i jego żony oraz lokalnego sędziego, majora Johna Scotta. Nocą Sumnerowie odkrywają swojego powieszonego kota. Roztrzęsiona Amy podejrzewa, że to robota Scutta lub Cawseya i każe Davidowi im powiedzieć o incydencie.
David postanawia zastosować prowokację, ale robotnicy znienacka proponują mu wypad na polowanie. Amy jest wściekła na męża, że nie miał odwagi powiedzieć o zabitym kocie. Nazajutrz robotnicy zabierają Davida na wrzosowiska i zostawiają tam z obietnicą zaganiania ptaków w jego kierunku. W rzeczywistości Venner udaje się na farmę Trencherów i uwodzi Amy. Wkrótce wchodzi Scutt ze strzelbą i gwałci Amy, a sprzeciwiającego się Vennera zmusza do przetrzymywania kobiety. David wraca do domu, rozdrażniony faktem, że został wystawiony. Żona nie mówi mu nic o gwałcie, poza tajemniczym komentarzem, który uchodzi jego uwadze. Zarzuca mężowi, że to wszystko przez jego brak działania. Wkrótce David zwalnia wszystkich robotników pod pozorem braku progresu w remoncie.
Zgodnie z obietnicą daną Hoodom Sumnerowie udają się do kościelne przyjęcie. Amy wszystko przypomina o gwałcie. W trakcie przyjęcia Janice wychodzi na zewnątrz z Henrym, próbując go uwieść. Bobby podążając za siostrą myśli, że to Henry ją napastuje i mówi o tym zgromadzonym. Tymczasem w remizie Henry niechcący dusi Janice i słysząc wołanie ludzi, ucieka w popłochu. Potrąca go auto wracających Sumnerów. David mimo sprzeciwów żony zawozi rannego Henry’ego do domu i nie mogąc dodzwonić się do lekarza i władz, dzwoni do pubu. Będący tam Hedden słysząc, gdzie jest Henry, jedzie z Vennerem, Scuttem, Cawseyem i Riddawayem do Sumnerów. Wiedząc, że chcą zlinczować Henry’ego David nie pozwala im go zabrać, pomimo próśb Amy. Na farmę przybywa major Scott, aby załagodzić sytuację, ale zostaje przypadkowo zastrzelony przez Heddena. 
Venner chce przemówić kompanom do rozsądku, ale nie słuchają go i szturmują dom. David czuje, że także zostanie zlinczowany z żoną i decyduje odeprzeć atak. Dzięki zaimprowizowanym pułapkom David prowadzi do odstrzelenia stopy Heddena, ogłusza Riddawaya i zabija pogrzebaczem Cawseya. Venner trzyma na muszce Davida, ale obu woła na pomoc Amy atakowana przez Scutta. Venner stawia się Scuttowi i go zabija. Wykorzystując moment David rozbraja Vennera i w walce łamie mu kark wnykiem. David zaskoczony jest zabiciem wszystkich napastników. Nagle Riddaway brutalnie go atakuje, ale zostaje zastrzelony przez Amy. David odwozi Henry’ego z powrotem do wioski. Mówi mówi mu, że tak jak on nie zna drogi do swego domu.

## Obsada
Opracowano na podstawie materiału źródłowego:
- Dustin Hoffman – David Sumner
- Susan George – Amy Sumner
- Peter Vaughan – Tom Hedden
- T.P. McKenna – mjr John Scott
- Del Henney – Charlie Venner
- Jim Norton – Chris Cawsey
- Donald Webster – Phil Riddaway
- Ken Hutchison – Norman Scutt
- David Warner – Henry Niles
- Len Jones – Bobby Hedden
- Sally Thomsett – Janice Hedden
- Robert Keegan – Harry Ware
- Peter Arne – John Niles
- Colin Welland – wielebny Barney Hood
- Cherina Schaer – Louise Hood

## Produkcja
Zdjęcia kręcono od stycznia do kwietnia 1971 w Kornwalii (głównie w wiosce St Buryan i okolicach). Wnętrza kręcono w londyńskim studiu Twickenham Studios.

## Odbiór
17 grudnia 1971 roku trzynastu angielskich krytyków filmowych opublikowało w The Times protest przeciwko decyzji BBFC o zezwoleniu na dystrybucję filmu na ekranach brytyjskich kin, przy jednoczesnym wstrzymaniu Trash (1970) produkcji Andy’ego Warhola.

## Dziedzictwo
Nędzne psy zostały dwukrotnie zremake’owane. Po 40 latach od premiery filmu powstał jego amerykański remake pod tym samym tytułem w reżyserii Roda Luriego. W 2018 roku powstał indyjski remake w języku malajalam Varathan. Francuski reżyser Jacques Audiard wymieniał Nędzne psy jako inspirację dla swojego filmu Imigrantów (2015).
Scenograf John Muto określał Kevina samego w domu (1990), nad którym odpowiadał za scenografię, jako „dziecięcą wersję Nędznych psów”.